# Коламбія (Північна Кароліна)
Коламбія (англ. Columbia) — місто (англ. town) в США, в окрузі Тіррелл штату Північна Кароліна. Населення — 610 осіб (2020).

## Географія
Коламбія розташована за координатами 35°55′27″ пн. ш. 76°14′24″ зх. д. / 35.92417° пн. ш. 76.24000° зх. д. (35.924296, -76.240060).  За даними Бюро перепису населення США в 2010 році місто мало площу 3,16 км², з яких 3,12 км² — суходіл та 0,04 км² — водойми.

### Клімат
Місто знаходиться у зоні, котра характеризується вологим субтропічним кліматом. Найтепліший місяць — липень із середньою температурою 25.9 °C (78.6 °F). Найхолодніший місяць — січень, із середньою температурою 5.1 °С (41.2 °F).
| Клімат Коламбії         | Клімат Коламбії | Клімат Коламбії | Клімат Коламбії | Клімат Коламбії | Клімат Коламбії | Клімат Коламбії | Клімат Коламбії | Клімат Коламбії | Клімат Коламбії | Клімат Коламбії | Клімат Коламбії | Клімат Коламбії | Клімат Коламбії |
| Показник                | Січ.            | Лют.            | Бер.            | Квіт.           | Трав.           | Черв.           | Лип.            | Серп.           | Вер.            | Жовт.           | Лист.           | Груд.           | Рік             |
| Абсолютний максимум, °C | 24,4            | 27,2            | 32,2            | 34,4            | 35              | 36,1            | 37,8            | 37,8            | 37,2            | 35              | 29,4            | 28,3            | 37,8            |
| Середній максимум, °C   | 10,8            | 12,4            | 17,2            | 22,2            | 26,2            | 29,5            | 31,4            | 30,6            | 28,3            | 22,7            | 18,4            | 13,8            | 21,9            |
| Середня температура, °C | 5,1             | 6,6             | 10,8            | 15,5            | 19,9            | 23,7            | 25,9            | 25,3            | 22,7            | 16,8            | 12,2            | 8,1             | 16,1            |
| Середній мінімум, °C    | −0,6            | 0,7             | 4,4             | 8,8             | 13,7            | 17,9            | 20,4            | 19,9            | 17,1            | 11,1            | 5,9             | 2,2             | 10,1            |
| Абсолютний мінімум, °C  | −20             | −11,7           | −13,3           | −5              | 1,1             | 7,2             | 10,6            | 6,7             | 2,8             | −2,8            | −10             | −15             | −20             |
| Норма опадів, мм        | 106             | 89              | 100             | 82              | 101             | 121             | 169             | 150             | 111             | 90              | 81              | 82              | 1281            |
| Днів з опадами          | 10              | 9               | 10              | 8               | 9               | 9               | 12              | 11              | 8               | 8               | 8               | 9               | 110             |
| ----------------------- | --------------- | --------------- | --------------- | --------------- | --------------- | --------------- | --------------- | --------------- | --------------- | --------------- | --------------- | --------------- | --------------- |
| Джерело: Weatherbase    |                 |                 |                 |                 |                 |                 |                 |                 |                 |                 |                 |                 |                 |

## Демографія
Згідно з переписом 2010 року, у місті мешкала 891 особа в 369 домогосподарствах у складі 243 родин. Густота населення становила 282 особи/км².  Було 433 помешкання (137/км²).
Расовий склад населення:
| - 43,1 % — чорних або афроамериканців - 39,3 % — білих - 3,3 % — азіатів - 0,3 % — корінних американців - 13,5 % — осіб інших рас |

До двох чи більше рас належало 0,6 %. Частка іспаномовних становила 16,3 % від усіх жителів.
За віковим діапазоном населення розподілялося таким чином: 23,9 % — особи молодші 18 років, 57,5 % — особи у віці 18—64 років, 18,6 % — особи у віці 65 років та старші. Медіана віку мешканця становила 42,9 року. На 100 осіб жіночої статі у місті припадало 86,8 чоловіків;  на 100 жінок у віці від 18 років та старших — 81,8 чоловіків також старших 18 років.
Середній дохід на одне домашнє господарство  становив 39 648 доларів США (медіана — 27 083), а середній дохід на одну сім'ю — 49 202 долари (медіана — 33 056). За межею бідності перебувало 29,8 % осіб, у тому числі 32,4 % дітей у віці до 18 років та 40,4 % осіб у віці 65 років та старших.
Цивільне працевлаштоване населення становило 281 особа. Основні галузі зайнятості: освіта, охорона здоров'я та соціальна допомога — 17,4 %, оптова торгівля — 17,1 %, будівництво — 12,1 %, сільське господарство, лісництво, риболовля — 10,3 %.